# Augusta-Marie de Holstein-Gottorp
Augusta Marie de Holstein-Gottorp née le 6 février 1649 et décédée le 25 avril 1728 est une princesse allemande. Elle est la fille de Frédéric III de Holstein-Gottorp et de Marie-Élisabeth de Saxe.

## Famille
Elle épouse Frédéric VII Magnus de Bade-Durlach le 15 mai 1670 à Husum.
Onze enfants sont nés de cette union :
- Frédéric Magnus de Bade-Durlach (1672-1672)
- Frédéric Auguste de Bade-Durlach (1673-1674)
- Christine Sophie de Bade-Durlach (1674-1676)
- Claude Madeleine de Bade-Durlach (1675-1676)
- Catherine de Bade-Durlach (1677-1746), en 1701 elle épouse Jean-Frédéric de Leiningen-Dagsbourg-Hartenbourg (1661-1722)
- Charles-Guillaume de Bade-Durlach (Charles III Guillaume de Bade-Durlach) margrave de Bade-Durlach
- Jeanne-Élisabeth de Bade-Durlach (1680-1757), en 1697 elle épousa Eberhard-Louis de Wurtemberg (1676-1733)
- Albertine-Frédérique de Bade-Durlach (1682-1755), en 1704 elle épouse Christian-Auguste de Holstein-Gottorp (1673-1726)
- Christophe de Bade-Durlach (1684-1723)
- Charlotte de Bade-Durlach (1686-1689)
- Marie Anne de Bade-Durlach (1688-1689).